# Диас Аюсо, Исабель
Исабе́ль Нативида́д Ди́ас Аю́со (исп. Isabel Natividad Díaz Ayuso, род. 17 октября 1978[…], Мадрид[…]) — испанский политик, член Народной партии. Председатель правительства автономного сообщества Мадрид и председатель регионального отделения партии.

## Биография
Исабель Диас Аюсо родилась в мадридском районе Чамбери, её родители работали в области продаж медицинских и ортопедических товаров. Окончила факультет журналистики Мадридского университета Комплутенсе и имеет диплом магистра делового администрирования в области политических коммуникаций и протокола. Вступила в Народную партию в 2005 году, в 2006 году поступила на работу в отдел прессы советника по вопросам юстиции и внутренних дел в региональном правительстве Мадрида Альфредо Прада и завоевала доверие председателя правительства Эсперансы Агирре. Диас Аюсо отвечала за онлайн-коммуникации, в частности, в избирательной кампании Кристины Сифуэнтес в 2015 году.
Диас Аюсо участвовала в выборах в Ассамблею Мадрида в 2011 году, но не прошла по списку и стала депутатом регионального парламента IX созыва после отказа депутата Энграсии Идальго. Была переизбрана на региональных парламентских выборах 2015 года. В Ассамблее Мадрида X созыва занимала должность пресс-секретаря парламентской группы, сложила полномочия в парламенте в связи с назначением заместителем советника в аппарат председателя регионального правительства.
11 января 2019 года, после назначения председателем партии Пабло Касадо, Исабель Диас Аюсо возглавила партийный список на выборах в Ассамблею Мадрида в 2019 году и тем самым стала кандидатом на должность председателя правительства автономного сообщества Мадрид. На выборах 26 мая 2019 года Народная партия собрала 22,23 % голосов и получила 30 мест в Ассамблее Мадрида, заняв второе место после ИСРП. Председатель Ассамблеи Мадрида Хуан Тринидад предложил кандидатуру Исабель Диас Аюсо на должность председателя правительства. На голосовании в региональном парламенте Исабель Диас Аюсо при поддержке Народной партии, партий «Граждане — Гражданская партия» и «Голос» получила 68 голосов «за» и 64 голоса «против». Это был первый случай привлечения ультраправой партии к поддержке правительства Мадрида после возвращения демократии в стране.